# Girolamo Priuli
Girolamo Priuli, född 1486, död 1567, var en venetiansk doge. Han var regerande doge av Venedig 1559–1567. 